# IC 4533
IC 4533 је спирална галаксија у сазвјежђу Волар која се налази на листи објеката дубоког неба у Индекс каталогу.
Деклинација објекта је + 27° 47' 36" а ректасцензија 15h 4m 30,3s. Привидна величина (магнитуда) објекта IC 4533 износи 13,9 а фотографска магнитуда 14,8. IC 4533 је још познат и под ознакама UGC 9687, MCG 5-36-4, CGCG 165-10, NPM1G +27.0471, PGC 53803.